# Plaça dels Països Catalans (Girona)
La plaça dels Països Catalans de Girona és una plaça en forma circular que es construí a començaments dels anys 80 i que uneix els carrers d'Emili Grahit, l'avinguda de Lluís Pericot i el pont de la Font del Rei. Al bell mig hi ha una font amb un sortidor que s'il·lumina a la nit i que des de l'any 2011 es troba aturat atès que l'Ajuntament de Girona va considerar que gastava massa aigua. Als costats de la plaça hi podem trobar l'Església de Sant Josep de Girona i davant per davant la Facultat de Medicina i d'Infermeria de la Universitat de Girona.